# Индия на летних Олимпийских играх 2020
Индия на летних Олимпийских играх 2020 года в Токио, первоначально запланированных на 24 июля — 9 августа 2020 года игры и перенесённых на 23 июля — 8 августа 2021 года из-за пандемии COVID-19, была представлена 126 спортсменами в 18 видах.
Индия участвовала во всех летних Олимпийских играх с 1920 года, хотя официально дебютировала на летних Олимпийских играх 1900 года в Париже. В Токио Индия была представлена наибольшим количеством спортсменов с 1920 года, а также выступление страны в 2021 году стало лучшим за всю историю сборной: спортсмены выиграли 7 медалей (1 золотая, 2 серебряных и 4 бронзовых). Спортсмены Индии выступили в рекордных 69 дисциплинах 18 видов спорта.
В мужском метании копья олимпийским чемпионом стал Нирадж Чопра, который стал первым чемпионом от Индии в лёгкой атлетике. Также он стал вторым спортсменом Индии, который завоевал золотую медаль в индивидуальных соревнованиях (первое личное золото выиграл в 2008 году стрелок Абхинав Биндра). Также для Индии эта медаль в лёгкой атлетике стала первой с момента обретения независимости в 1948 году.
Саикхом Мирабай Чану завоевала вторую в истории Индии медаль в тяжёлой атлетике (в весовой категории до 48 килограммов). В бадминтоне Пусарла Венката Синдху выиграла бронзу в женском бадминтоне, став первой индийской спортсменкой и вторым индийским спортсменом, кто сумел выиграть две олимпийские медали подряд в индивидуальных соревнованиях (в 2016 году она также выиграла медаль — серебро). Мужская сборная по хоккею на траве завоевала бронзу, которая стала первой медалью в этом виде спорта с 1980 года. В мужской эстафете 4×400 м был установлен новый азиатский рекорд — 3.00,25. Адити Ашок в женском гольфе и Дипак Пуния в мужской вольной борьбе (до 86 кг) заняли четвёртое место, как и женская сборная по хоккею на траве, достигнув лучшего результата с момента включения женской дисциплины на Олимпийских играх в 1980 году.

## Медалисты
| Медаль | Спортсмен | Вид спорта       | Дисциплина                        | Дата      |
| ------ | --- | ---------------- | --------------------------------- | --------- |
| 1      | Нирадж Чопра | Лёгкая атлетика  | Мужчины, метание копья            | 7 августа |
| 2      | Саикхом Мирабаи Чану | Тяжёлая атлетика | Женщины, до 49 кг                 | 24 июля   |
| 2      | Рави Кумар Дахия | Борьба           | Мужчины, вольная борьба, до 57 кг | 5 августа |
| 3      | Пусарла Венката Синдху | Бадминтон        | Женщины, одиночный разряд         | 1 августа |
| 3      | Ловлина Боргохаин | Бокс             | Женщины, до 69 кг                 | 4 августа |
| 3      | Сборная Индии по хоккею на траве - Дилприт Сингх - Рупиндер Пал Сингх - Сурендер Кумар - Манприт Сингх (C) - Хардик Сингх - Гурджант Сингх - Симранджит Сингх - Мандип Сингх - Харманприт Сингх - Лалит Упадхяй - П. Р. Сриджеш - Сумит - Нилаканта Шарма - Шамшер Сингх - Варун Кумар - Бирендра Лакра - Амит Рохидас - Вивек Прасад | Хоккей на траве  | Мужчины                           | 5 августа |
| 3      | Баджранг Пуния | Борьба           | Мужчины, вольная борьба, до 65 кг | 7 августа |

## По видам спорта

### Академическая гребля
Индия сумела получить квоту в парной мужской легковесной двойке после того, как на квалификационном турнире выиграли серебряную медаль (от Азии и Океании).
| Спортсмен               | Мероприятие                        | Предварительный раунд | Предварительный раунд | Утешительный раунд | Утешительный раунд | Полуфинал | Полуфинал | Финал   | Финал |
| Спортсмен               | Мероприятие                        | Время                 | Место                 | Время              | Место              | Время     | Место     | Время   | Место |
| ----------------------- | ---------------------------------- | --------------------- | --------------------- | ------------------ | ------------------ | --------- | --------- | ------- | ----- |
| Арджун Лал Арвинд Сингх | Мужчины, двойка парная легковесная | 6.40,33               | 5                     | 6.51,36            | 3                  | 6:24:41   | 6 FB      | 6.29,66 | 11    |

### Бадминтон
От Индии в бадминтоне выступили четыре спортсмена, которые получили путёвку на основе рейтинга Всемирной федерации бадминтона. В одиночных разрядах (женском и мужском) приняли по одному спортсмену, также Индия была представлена в парном разряде среди мужчин.
| Спортсмен                            | Дисциплина                | Групповой этап                                      | Групповой этап                                | Групповой этап                               | Групповой этап | 1/8 финала                        | Четвертьфина                    | Полуфинал                          | Финал / Матч за бронзу            | Финал / Матч за бронзу |
| Спортсмен                            | Дисциплина                | Соперник                                            | Соперник                                      | Соперник                                     | Место          | Соперник                          | Соперник                        | Соперник                           | Соперник                          | Место                  |
| ------------------------------------ | ------------------------- | --------------------------------------------------- | --------------------------------------------- | -------------------------------------------- | -------------- | --------------------------------- | ------------------------------- | ---------------------------------- | --------------------------------- | ---------------------- |
| Б. Саи Пранит                        | Мужчины, одиночный разряд | Зильберман Израиль П (17-21, 15-21)                 | Кальюв Нидерланды П (14-21, 14-21)            | не проводится                                | 3              | не прошёл                         | не прошёл                       | не прошёл                          | не прошёл                         | не прошёл              |
| П. В. Синдху                         | Женщины, одиночный разряд | Поликарпова Израиль В (21-7, 21-10)                 | Чун Нган И Гонконг В (21-9, 21-16)            | не проводится                                | 1 Q            | Блихфельдт Дания В (21-15, 21-13) | Ямагути Япония В (21-13, 22-20) | Дай Цзыин Тайвань П (18-21, 12-21) | Хэ Бинцзяо Китай В (21-13, 21-15) | 3                      |
| Сатвиксаирадж Ранкиредди Чираг Шетти | Мужчины, парный разряд    | Ли Ян / Ван Чи-Линь Тайвань В (21-16, 16-21, 27-25) | Гидеон / Сукамульо Индонезия П (13-21, 12-21) | Лейн / Венди Великобритания В (21-17, 21-19) | 3              | не прошли                         | не прошли                       | не прошли                          | не прошли                         | не прошли              |

### Бокс
Индия заявила на олимпийский турнир девять боксёров (пять мужчин и четыре женщины). Двукратный участник Игр Викас Кришан Ядав (полусредний вес среди мужчин), бронзовый призёр Азиатских игр 2014 года Сатиш Кумар Ядав (супертяжёлый вес среди мужчин) и действующая чемпионка Азии Пуджа Рани (средний вес среди женщин), бронзовый призёр лондонской Олимпиады 2012 года и шестикратная чемпионка мира Мэри Ком (наилегчайший вес среди женщин), серебряный призёр чемпионата мира 2019 года Амит Пангхал (наилегчайший вес среди мужчин) и занявший второе место на Играх Содружества 2018 года Маниш Кошик, а также Ашиш Кумар (средний вес среди мужчин), Симранджит Каур (лёгкий вес среди женщин) и действующий бронзовый призёр чемпионата мира Ловлина Боргохайн (полусредний вес среди женщин), обеспечили себе места в составе индийской сборной в своих весовых категориях по результатам квалификационного турнира 2020 года в Аммане.
Мужчины
| Спортсмен    | Дисциплина  | 1/16 финала                    | 1/8 финала              | Четвертьфинал             | Полуфинал | Финал     | Финал     |
| Спортсмен    | Дисциплина  | Соперник                       | Соперник                | Соперник                  | Соперник  | Соперник  | Место     |
| ------------ | ----------- | ------------------------------ | ----------------------- | ------------------------- | --------- | --------- | --------- |
| Амит Пангал  | до 52 кг    | не участвовал                  | Мартинес Колумбия П 1-4 | не прошёл                 | не прошёл | не прошёл | не прошёл |
| Маниш Каушик | до 63 кг    | Маккормэк Великобритания П 1-4 | не прошёл               | не прошёл                 | не прошёл | не прошёл | не прошёл |
| Викас Кришан | до 69 кг    | Окадзава Япония П 0-5          | не прошёл               | не прошёл                 | не прошёл | не прошёл | не прошёл |
| Ашиш Кумар   | до 75 кг    | Танаткан Китай П 0-5           | не прошёл               | не прошёл                 | не прошёл | не прошёл | не прошёл |
| Сатиш Кумар  | свыше 91 кг | не участвовал                  | Браун Ямайка В 4-1      | Джалолов Узбекистан П 0-5 | не прошёл | не прошёл | не прошёл |

Женщины
| Спортсмен         | Дисциплина | 1/16 финала                             | 1/8 финала              | Четвертьфинал               | Полуфинал              | Финал     | Финал     |
| Спортсмен         | Дисциплина | Соперник                                | Соперник                | Соперник                    | Соперник               | Соперник  | Место     |
| ----------------- | ---------- | --------------------------------------- | ----------------------- | --------------------------- | ---------------------- | --------- | --------- |
| Мэри Ком          | до 51 кг   | Эрнандес Доминиканская Республика В 4-1 | Валенсия Колумбия П 2-3 | не прошла                   | не прошла              | не прошла | не прошла |
| Симранджит Каур   | до 60 кг   | Bye                                     | Судапорн Таиланд П 0-5  | не прошла                   | не прошла              | не прошла | не прошла |
| Ловлина Боргохаин | до 69 кг   | Bye                                     | Апетц Германия В 3-2    | Чэнь Няньцинь Тайвань В 4-1 | Сюрменели Турция П 0-5 | не прошла | 3         |
| Пуджа Рани        | до 75 кг   | N/A                                     | Хаиб Алжир В 5-0        | Ли Цянь Китай П 0-5         | не прошла              | не прошла | не прошла |

### Борьба
Индия заявила восемь борцов, выступив во всех дисциплинах Олимпиады. Четверо из них вошли в число шести лучших, получивших олимпийские путёвки по итогам чемпионата мира 2019 года. Ещё две лицензии борцы Индии получили на Азиатском квалификационном турнире 2021 года в Алма-Ате. Также ещё две путёвки были добыты на Всемирном квалификационном турнире 2021 года в Софии.
Борец вольного стиля (категория до 125 кг) Сумит Малик был дисквалифицирован после положительного результата теста на допинг, в результате чего у Индии осталось семь спортсменов.
Мужчины, вольная борьба
| Спортсмен        | Дисциплина | 1/8 финала                     | Четвертьфинал               | Полуфинал                  | Утешительная схватка | Финал / Схватка за бронзу    | Финал / Схватка за бронзу |
| Спортсмен        | Дисциплина | Соперник                       | Соперник                    | Соперник                   | Соперник             | Соперник                     | Место                     |
| ---------------- | ---------- | ------------------------------ | --------------------------- | -------------------------- | -------------------- | ---------------------------- | ------------------------- |
| Рави Кумар Дахия | до 57 кг   | Тигрерос Колумбия В 4-1 SP     | Вангелов Болгария В 4-1 SP  | Санаев Казахстан В 5-0 VT  | не проводится        | Угуев ОКР П 1-3 PP           | 2                         |
| Баджранг Пуния   | до 65 кг   | Акматалиев Кыргызстан В 3-1 PP | Гиаси Иран В 5-0 VT         | Алиев Азербайджан П 1-3 PP | не участвовал        | Ниязбеков Казахстан В 3-0 PO | 3                         |
| Дипак Пуния      | до 86 кг   | Агиомор Нигерия В 4-1 SP       | Линь Чжушэнь Китай В 3-1 PP | Тейлор США П 0-4 ST        | не участвовал        | Амин Сан-Марино П 1-3 PP     | 5                         |

Женщины, вольная борьба
| Спортсмен    | Дисциплина | 1/8 финала                  | Четвертьфинал                 | Полуфинал | Утешительная схватка | Финал / Схватка за бронзу | Финал / Схватка за бронзу |
| Спортсмен    | Дисциплина | Соперник                    | Соперник                      | Соперник  | Соперник             | Соперник                  | Место                     |
| ------------ | ---------- | --------------------------- | ----------------------------- | --------- | -------------------- | ------------------------- | ------------------------- |
| Сима Бисла   | до 50 кг   | Хамди Тунис П 1-3 PP        | не прошла                     | не прошла | не прошла            | не прошла                 | 13                        |
| Винеш Пхогат | до 53 кг   | Маттссон Швеция В 3-1 PP    | Колодинская Беларусь П 0-5 VT | не прошла | не прошла            | не прошла                 | 9                         |
| Аншу Малик   | до 57 кг   | Курочкина Беларусь П 1-3 PP | не прошла                     | не прошла | Коблова ОКР П 1-3 PP | не прошла                 | 9                         |
| Сонам Малик  | до 62 кг   | Хурелхуу Монголия П 1-3 PP  | не прошла                     | не прошла | не прошла            | не прошла                 | 11                        |

### Гольф
Индия на олимпийском турнире была представлена двумя мужчинами и двумя женщинами. Анирбан Лахири, Удаян Мане и Адити Ашок получили прямую путёвку, так как входят в число 60 лучших игроков мужского и женского турниров.
28 июля 2021 года индийская гольфистка Дикша Дагар получила приглашение от Международной федерации гольфа на летние Олимпийские игры 2020 года после снятия с соревнований южноафриканской гольфистки Паулы Рето.
| Спортсмен      | Соревнование | 1 тур | 2 тур | 3 тур | 4 тур | Результат | Результат | Результат |
| Спортсмен      | Соревнование | Счет  | Счет  | Счет  | Счет  | Счет      | Пары      | Место     |
| -------------- | ------------ | ----- | ----- | ----- | ----- | --------- | --------- | --------- |
| Анирбан Лахири | Мужчины      | 67    | 72    | 68    | 72    | 279       | −5        | 42        |
| Удаян Мане     | Мужчины      | 76    | 69    | 70    | 72    | 287       | +3        | 56        |
| Адити Ашок     | Женщины      | 67    | 66    | 68    | 68    | 269       | −15       | 4         |
| Дикша Дагар    | Женщины      | 76    | 72    | 72    | 70    | 290       | +6        | 50        |

### Дзюдо
Индия на основе рейтинга Международной федерации дзюдо смогла заявить одну спортсменку на Олимпийские игры в Токио.
| Спортсмен       | Дисциплина | 1/16 финала                | 1/8 финала | Четвертьфинал | Полуфинал | Утешительный раунд | Финал / Матч за бронзу | Место |
| Спортсмен       | Дисциплина | Соперник                   | Соперник   | Соперник      | Соперник  | Соперник           | Соперник               | Место |
| --------------- | ---------- | -------------------------- | ---------- | ------------- | --------- | ------------------ | ---------------------- | ----- |
| Шушила Ликмабам | до 48 кг   | Черновицки Венгрия L 00-10 | не прошла  | не прошла     | не прошла | не прошла          | не прошла              | 17    |

### Конный спорт
Индия впервые за два десятилетия приняла участие в олимпийских соревнованиях по конному спорту, заняв первые два места в Юго-Восточная Азии и Океании и получил континентальную квоту.
| Спортсмен   | Лошадь   | Мероприятие              | Выездка | Выездка | Кросс | Кросс | Кросс | Конкур       | Конкур       | Конкур       | Конкур | Конкур | Конкур | Результат | Результат |
| Спортсмен   | Лошадь   | Мероприятие              | Выездка | Выездка | Кросс | Кросс | Кросс | Квалификация | Квалификация | Квалификация | Финал  | Финал  | Финал  | Результат | Результат |
| Спортсмен   | Лошадь   | Мероприятие              | Штраф   | Место   | Штраф | Сумма | Место | Штрафы       | Сумма        | Место        | Штрафы | Сумма  | Место  | Штраф     | Место     |
| ----------- | -------- | ------------------------ | ------- | ------- | ----- | ----- | ----- | ------------ | ------------ | ------------ | ------ | ------ | ------ | --------- | --------- |
| Фуаад Мирза | Seigneur | Индивидуальное троеборье | 28.00   | 9       | 11.20 | 39,20 | 22    | 8.00         | 47,20        | 25 Q         | 12,40  | 59,60  | 23     | 59,60     | 23        |

### Лёгкая атлетика
Индийские спортсмены сумели преодолеть олимпийские нормативы в следующих видах спорта.
Легенда
- Q = квалифицировался напрямую
- q = квалифицировался как "лаки-лузер"
- NR = национальный рекорд
- N/A = раунд не предусмотрен для этой дисциплины
- Bye = спортсмен автоматически прошёл в следующий раунд
- DNF = не финишировал

Беговые виды
Мужчины
| Спортсмен                                                                     | Дисциплина             | Предварительный забег | Предварительный забег | Полуфинал | Полуфинал | Финал     | Финал     |
| Спортсмен                                                                     | Дисциплина             | Результат             | Место                 | Результат | Место     | Результат | Место     |
| ----------------------------------------------------------------------------- | ---------------------- | --------------------- | --------------------- | --------- | --------- | --------- | --------- |
| М. П. Джабир                                                                  | 400 м с барьерами      | 50,77                 | 7                     | не прошёл | не прошёл | не прошёл | не прошёл |
| Авинаш Сабл                                                                   | 3000 м с препятствиями | 8.18,12 NR            | 13                    | не прошёл | не прошёл | не прошёл | не прошёл |
| Амодж Джейкоб Наганатан Панди Арокия Раджив Ной Нирмал Том Мухаммед Анас Яхия | Эстафета 4×400 м       | 3.00,25 AR            | 9                     | N/A       | N/A       | не прошёл | не прошёл |
| Сандип Кумар                                                                  | Ходьба 20 км           | N/A                   | N/A                   | N/A       | N/A       | 1:25:07   | 23        |
| Рахул Рохилла                                                                 | Ходьба 20 км           | N/A                   | N/A                   | N/A       | N/A       | 1:32:06   | 47        |
| Ирфан Колотум Тоди                                                            | Ходьба 20 км           | N/A                   | N/A                   | N/A       | N/A       | 1:34:41   | 51        |
| Гурприт Сингх                                                                 | Ходьба 50 км           | N/A                   | N/A                   | N/A       | N/A       | DNF       | DNF       |

Женщины
| Спортсмен       | Дисциплина   | Предварительный раунд | Предварительный раунд | Четвертьфинал | Четвертьфинал | Полуфинал | Полуфинал | Финал     | Финал     |
| Спортсмен       | Дисциплина   | Результат             | Место                 | Результат     | Место         | Результат | Место     | Результат | Место     |
| --------------- | ------------ | --------------------- | --------------------- | ------------- | ------------- | --------- | --------- | --------- | --------- |
| Дути Чанд       | 100 м        |                       |                       | 11,54         | 7             | не прошла | не прошла | не прошла | не прошла |
| Дути Чанд       | 200 м        | 23,85                 | 7                     | не прошла     | не прошла     | не прошла | не прошла | не прошла | не прошла |
| Приянка Госвами | Ходьба 20 км | N/A                   | N/A                   | N/A           | N/A           | N/A       | N/A       | 1:32:36   | 17        |
| Бхауна Джат     | Ходьба 20 км | N/A                   | N/A                   | N/A           | N/A           | N/A       | N/A       | 1:37:38   | 32        |

Микст
| Спортсмен                                                                      | Дисциплина       | Предварительный раунд | Предварительный раунд | Финал     | Финал     |
| Спортсмен                                                                      | Дисциплина       | Результат             | Место                 | Результат | Место     |
| ------------------------------------------------------------------------------ | ---------------- | --------------------- | --------------------- | --------- | --------- |
| Алекс Энтони Сартак Бхамбри Субха Венкатесан Дханалакшми Сехар Ревати Вирамани | Эстафета 4×400 м | 3.19,93               | 8                     | не прошли | не прошли |

Технические виды
| Спортсмен              | Дисциплина              | Квалификация | Квалификация | Финал     | Финал     |
| Спортсмен              | Дисциплина              | Результат    | Место        | Результат | Место     |
| ---------------------- | ----------------------- | ------------ | ------------ | --------- | --------- |
| Нирадж Чопра           | Метание копья, мужчины  | 86,65        | 1 Q          | 87,58     | 1         |
| Шивпал Сингх           | Метание копья, мужчины  | 76,40        | 27           | не прошёл | не прошёл |
| Мурали Шришанкар       | Прыжки в длину, мужчины | 7,69         | 25           | не прошёл | не прошёл |
| Таджиндерпал Сингх Тур | Толкание ядра, мужчины  | 19,99        | 24           | не прошёл | не прошёл |
| Камалприт Каур         | Метание диска, женщины  | 64,00        | 2 Q          | 63,70     | 6         |
| Сима Пуния             | Метание диска, женщины  | 60,57        | 16           | не прошла | не прошла |
| Анну Рани              | Метание копья, женщины  | 54,04        | 29           | не прошла | не прошла |

### Настольный теннис
Индия представила четырёх спортсменов для участия в соревнованиях по настольному теннису на Играх. Сатхиян Гнанасекаран и Сутиртха Мукерджи победили в квалификации от Южной Азии и получили по одной путёвке в мужском и женском одиночном разряде. Также заняли второе место участник трёх Олимпиад Шарат Камаль Аханта и чемпион Игр Содружества 2018 года Маника Батра и также прошли на Олимпиаду.
| Спортсмен                       | Дисциплина                | Раунд 1                 | Раунд 2                   | Раунд 3                 | 1/8 финала                            | Четвертьфинал | Полуфинал | Финал     | Финал     |
| Спортсмен                       | Дисциплина                | Соперник                | Соперник                  | Соперник                | Соперник                              | Соперник      | Соперник  | Соперник  | Место     |
| ------------------------------- | ------------------------- | ----------------------- | ------------------------- | ----------------------- | ------------------------------------- | ------------- | --------- | --------- | --------- |
| Шарат Камал Ачанта              | Мужчины, одиночный разряд | не участвовал           | Аполония Португалия П 4-2 | Ма Лун Китай 0П 1-4     | не прошёл                             | не прошёл     | не прошёл | не прошёл | не прошёл |
| Сатхиян Гнанасекаран            | Мужчины, одиночный разряд | не участвовал           | Лам Сиу-Хан Гонконг П 3-4 | не прошёл               | не прошёл                             | не прошёл     | не прошёл | не прошёл | не прошёл |
| Маника Батра                    | Женщины, одиночный разряд | Хо Великобритания В 4-0 | Песоцкая Украина В 4-3    | Полканова Австрия П 0-4 | не прошла                             | не прошла     | не прошла | не прошла | не прошла |
| Сутиртха Мукерджи               | Женщины, одиночный разряд | Бергстрём Швеция В 4-3  | Фу Юй Португалия П 0-4    | не прошла               | не прошла                             | не прошла     | не прошла | не прошла | не прошла |
| Шарат Камал Ачанта Маника Батра | Микст, парный разряд      | не проводился           | не проводился             | не проводился           | Линь Юньжу / Чжэн Ицзин Тайвань П 0-4 | не прошли     | не прошли | не прошли | не прошли |

### Парусный спорт
Индийские спортсмены по итогам чемпионата мира по парусному спорту 2018 года,Азиатских игр 2018 года, континентальных регат, получили право выступить в мужских Лазере и 49er, а также женском Лазер Радиале. Индия впервые с 2008 года вернулась на Олимпиаду в парусном спорте.
| Спортсмен                                | Дисциплина            | Гонки | Гонки | Гонки | Гонки | Гонки | Гонки | Гонки | Гонки | Гонки | Гонки | Гонки | Гонки | Гонки  | Итог | Место |
| Спортсмен                                | Дисциплина            | 1     | 2     | 3     | 4     | 5     | 6     | 7     | 8     | 9     | 10    | 11    | 12    | М *    | Итог | Место |
| ---------------------------------------- | --------------------- | ----- | ----- | ----- | ----- | ----- | ----- | ----- | ----- | ----- | ----- | ----- | ----- | ------ | ---- | ----- |
| Вишну Сараванан                          | Мужской Лазер         | 14    | 20    | 24    | 23    | 22    | 12    | 27    | 23    | 3     | N/A   | N/A   | N/A   | выбыл  | 156  | 20    |
| Келапанда Ченгаппа Ганапати Варун Таккар | Мужской 49er          | 18    | 18    | 17    | 19    | 14    | 5     | 17    | 11    | 15    | 16    | 9     | 14    | выбыли | 173  | 17    |
| Нетра Куманан                            | Женский Лазерн Радиал | 33    | 16    | 15    | 40    | 32    | 38    | 22    | 20    | 37    | N/A   | N/A   | N/A   | выбыла | 291  | 35    |

### Плавание
Саджан Пракаш и Срихари Натрадж стали первым в истории индийскими пловцами, преодолевшими квалификационный норматив А. Маана Патель выступила благодаря приглашению.
| Спортсмен        | Дисциплина                | Предварительный раунд | Предварительный раунд | Полуфинал | Полуфинал | Финал     | Финал     |
| Спортсмен        | Дисциплина                | Время                 | Место                 | Время     | Место     | Время     | Место     |
| ---------------- | ------------------------- | --------------------- | --------------------- | --------- | --------- | --------- | --------- |
| Шрихари Натарадж | Мужчины, 100 м на спине   | 54,31                 | 27                    | не прошёл | не прошёл | не прошёл | не прошёл |
| Саджан Пракаш    | Мужчины, 100 м баттерфляй | 53:45                 | 46                    | не прошёл | не прошёл | не прошёл | не прошёл |
| Саджан Пракаш    | Мужчины. 200 м баттерфляй | 1.57,22               | 24                    | не прошёл | не прошёл | не прошёл | не прошёл |
| Маана Патель     | Женщины, 100 м на спине   | 1.05,20               | 39                    | не прошла | не прошла | не прошла | не прошла |

### Спортивная гимнастика
Индия в спортивной гимнастике была представлена одной спортсменкой в личном многоборье. После отмены чемпионата Азии 2021 года в Ханчжоу, Пранати Наяк получила одну из двух последних континентальных путёвок в индивидуальном многоборье по результатам чемпионата мира по спортивной гимнастике 2019 года. в Штутгарте.
| Спортсмен    | Дисциплина            | Квалификация   | Квалификация | Квалификация | Квалификация | Квалификация | Квалификация | Финал     | Финал     |
| Спортсмен    | Дисциплина            | Снаряд         | Снаряд       | Снаряд       | Снаряд       | Сумма        | Место        | Сумма     | Место     |
| Спортсмен    | Дисциплина            | Опорный прыжок | Брусья       | Бревно       | Вольные      | Сумма        | Место        | Сумма     | Место     |
| ------------ | --------------------- | -------------- | ------------ | ------------ | ------------ | ------------ | ------------ | --------- | --------- |
| Пранати Наяк | Абсолютное первенство | 13,466         | 9,033        | 9,433        | 10,633       | 42,565       | 79           | не прошла | не прошла |

### Стрельба
Индийские стрелки по итогам чемпионата мира 2018 года, Кубка мира 2019 года и чемпионата Азии 2019 года получили квоты, однако должны были к 31 мая 2020 года преодолеть норматив.
5 апреля 2021 года Национальная стрелковая ассоциация Индии (NRAI) официально объявила состав из четырнадцати индийских стрелков. В состав вошли действующий чемпион Игр Содружества Ману Бхакер, чемпионы Азиатских игр Саураб Чаудхари и Рахи Сарнобата, участник двух Олимпиад Санджив Раджпут (2008 и 2012), а также лидеры мирового рейтинга Дивьянш Сингх Панвар и Элавенил Валариван в мужской и женской пневматической винтовке, соответственно.
Мужчины
| Спортсмен            | Дисциплина                      | Квалификация | Квалификация | Финал     | Финал     |
| Спортсмен            | Дисциплина                      | Очки         | Место        | Очки      | Место     |
| -------------------- | ------------------------------- | ------------ | ------------ | --------- | --------- |
| Ангад Баджва         | Скит                            | 120          | 18           | не прошёл | не прошёл |
| Саураб Чаудхари      | Пневматический пистолет, 10 м   | 586          | 1 Q          | 137,4     | 7         |
| Майрадж Ахмад Хан    | Скит                            | 117          | 25           | не прошёл | не прошёл |
| Дипак Кумар          | Пневматическая винтовка 10 м    | 624,7        | 26           | не прошёл | не прошёл |
| Дивьянш Сингх Панвар | Пневматическая винтовка 10 м    | 622,8        | 32           | не прошёл | не прошёл |
| Санджив Раджпут      | 50 м винтовка из трёх положений | 1157         | 32           | не прошёл | не прошёл |
| Айшвари Томар        | 50 м винтовка из трёх положений | 1167         | 21           | не прошёл | не прошёл |
| Абхишек Верма        | Пневматический пистолет, 10 м   | 575          | 17           | не прошёл | не прошёл |

Женщины
| Спортсмен          | Дисциплина                      | Квалификация | Квалификация | Финал     | Финал     |
| Спортсмен          | Дисциплина                      | Очки         | Место        | Очки      | Место     |
| ------------------ | ------------------------------- | ------------ | ------------ | --------- | --------- |
| Ману Бхакер        | Пневматический пистолет, 10 м   | 575          | 12           | не прошла | не прошла |
| Ману Бхакер        | Пистолет, 25 м                  | 582          | 15           | не прошла | не прошла |
| Апурви Чандела     | Пневматическая винтовка, 10 м   | 621,9        | 36           | не прошла | не прошла |
| Яшасвини Десвал    | Пневматический пистолет, 10 м   | 574          | 13           | не прошла | не прошла |
| Анджум Муджил      | 50 м винтовка из трёх положений | 1167         | 15           | не прошла | не прошла |
| Рахи Сарнобат      | Пистолет, 25 м                  | 573          | 32           | не прошла | не прошла |
| Теджасвини Савант  | 50 м винтовка из трёх положений | 1154         | 33           | не прошла | не прошла |
| Элавенил Валариван | Пневматическая винтовка, 10 м   | 626,5        | 16           | не прошла | не прошла |

Микст
| Спортсмен                               | Дисциплина                    | Квалификационный этап 1 | Квалификационный этап 1 | Квалификационный этап 2 | Квалификационный этап 2 | Финал / Матч за бронзу | Финал / Матч за бронзу |
| Спортсмен                               | Дисциплина                    | Очки                    | Место                   | Очки                    | Место                   | Очки                   | Место                  |
| --------------------------------------- | ----------------------------- | ----------------------- | ----------------------- | ----------------------- | ----------------------- | ---------------------- | ---------------------- |
| Дипак Кумар Анджум Муджил               | Пневматическая винтовка, 10 м | 623,8                   | 18                      | не прошли               | не прошли               | не прошли              | не прошли              |
| Дивьянш Сингх Панвар Элавенил Валариван | Пневматическая винтовка, 10 м | 626,5                   | 12                      | не прошли               | не прошли               | не прошли              | не прошли              |
| Саураб Чаудхари Ману Бхакер             | Пневматический пистолет, 10 м | 582                     | 1 Q                     | 380                     | 7                       | не прошли              | не прошли              |
| Абхишек Верма Яшасвини Десвал           | Пневматический пистолет, 10 м | 564                     | 17                      | Не продвинулся          | Не продвинулся          | Не продвинулся         | Не продвинулся         |

### Стрельба из лука
Три индийских лучника прошли квалификацию в мужских соревнованиях, выйдя в четвертьфинал на чемпионате мира 2019 года в Хертогенбосе. В женском турнире по итогам чемпионата Азии 2019 года в Бангкоке была добыта одна путёвка в индивидуальном первенстве.
Полный состав индийской команды по стрельбе из лука был официально объявлен 8 марта 2021 года. В состав вошли Тарундип Рай и Дипика Кумари, для которых Олимпиада в Токио стала третьей в карьере.
| Спортсмен                            | Дисциплина                         | Рейтинговый раунд | Рейтинговый раунд | 1/32 финала             | 1/16 финала                       | 1/8 финала            | Четвертьфинал                 | Полуфинал              | Финал                  |                        |
| Спортсмен                            | Дисциплина                         | Очки              | Место             | Соперник                | Соперник                          | Соперник              | Соперник                      | Соперник               | Соперник               |                        |
| ------------------------------------ | ---------------------------------- | ----------------- | ----------------- | ----------------------- | --------------------------------- | --------------------- | ----------------------------- | ---------------------- | ---------------------- | ---------------------- |
| Атану Дас                            | Мужчины, индивидуальное первенство | 653               | 35                | Дэн Юйчэн Тайвань В 6-4 | О Джин Хёк Республика Корея В 6-5 | Фурукава Япония П 4-6 | выбыл из соревнований         | выбыл из соревнований  | выбыл из соревнований  | выбыл из соревнований  |
| Правин Джахав                        | Мужчины, индивидуальное первенство | 656               | 31                | Базаржапов ОКР В 6-0    | Эллисон США П 0-6                 | выбыл из соревнований | выбыл из соревнований         | выбыл из соревнований  | выбыл из соревнований  | выбыл из соревнований  |
| Тарундип Рай                         | Мужчины, индивидуальное первенство | 652               | 37                | Гунбин Украина В 6-4    | Шанни Израиль П 5-6               | выбыл из соревнований | выбыл из соревнований         | выбыл из соревнований  | выбыл из соревнований  | выбыл из соревнований  |
| Атану Дас Правин Джахав Тарундип Рай | Мужчины, командное первенство      | 1961              | 9                 | не проводится           | не проводится                     | Казахстан · В 6-2     | Республика Корея · П 0-6      | выбыли из соревнований | выбыли из соревнований | выбыли из соревнований |
| Дипика Кумари                        | Женщины, индивидуальное первенство | 663               | 9                 | Карма Бутан В 6-0       | Мучино-Фернандес США В 6-4        | Перова ОКР В 6-5      | Ан Сан Республика Корея П 0-6 | выбыла из соревнований | выбыла из соревнований | выбыла из соревнований |
| Правин Джахав Дипика Кумари          | Микст                              | 1319              | 9                 | не проводился           | не проводился                     | Тайвань · В 5-3       | Республика Корея · П 2-6      | выбыли из соревнований | выбыли из соревнований | выбыли из соревнований |

### Теннис
Индия сумела заявить женскую пару, воспользовавшись замороженным местом в рейтинге Сани Мирзы. Сумит Нагал прошёл квалификацию в мужском одиночном разряде после того, как несколько игроков отказались от участия из-за положительного результата теста на COVID-19 или по личным причинам.
| Спортсмен               | Дисциплина                | 1/32 финала                             | 1/16 финала                                              | 1/8 финала | Четвертьфинал | Полуфинал | Финал     | Финал     |
| Спортсмен               | Дисциплина                | Соперник                                | Соперник                                                 | Соперник   | Соперник      | Соперник  | Соперник  | Место     |
| ----------------------- | ------------------------- | --------------------------------------- | -------------------------------------------------------- | ---------- | ------------- | --------- | --------- | --------- |
| Сумит Нагал             | Мужчины, одиночный разряд | Истомин Узбекистан В 6-4, 6-7(6-8), 6-4 | Медведев ОКР П 2-6, 1-6                                  | не прошёл  | не прошёл     | не прошёл | не прошёл | не прошёл |
| Саня Мирза Анкита Райна | Женщины, парный разряд    | не проводится                           | Л. Киченок / Н. Киченок Украина0 П 6-0, 6-7(0-7), [8-10] | не прошли  | не прошли     | не прошли | не прошли | не прошли |

### Тяжёлая атлетика
Индия заявила на олимпийские соревнования одну тяжелоатлетку, Саикхом Мирабай Чану, которая уже участвовала на Олимпиаде в Рио. Он показала второе место в рейтинге среди женщин в категории до 49 кг.
| Спортсмен            | Дисциплина        | Рывок     | Рывок | Толчок    | Толчок | Сумма | Место |
| Спортсмен            | Дисциплина        | Результат | Место | Результат | Место  | Сумма | Место |
| -------------------- | ----------------- | --------- | ----- | --------- | ------ | ----- | ----- |
| Саикхом Мирабай Чану | Женщины, до 49 кг | 87        | 2     | 115       | 2      | 202   | 2     |

### Фехтование
Индия впервые выступила в фехтовании на Олимпийских играх. Чадалавада Анандха Бхавани Деви получила квоту от Азии и Океании по рейтингу Международной федерации фехтования, и стала первой индийской фехтовальщицей, прошедшей квалификацию на Олимпийские игры.
| Спортсмен          | Дисциплина     | 1/32 финала            | 1/16 финала          | 1/8 финала | Четвертьфинал | Полуфинал | Финал     | Финал     |
| Спортсмен          | Дисциплина     | Соперник               | Соперник             | Соперник   | Соперник      | Соперник  | Соперник  | Место     |
| ------------------ | -------------- | ---------------------- | -------------------- | ---------- | ------------- | --------- | --------- | --------- |
| Ч. А. Бхавани Деви | Женщины, сабля | Бен Азизи Тунис В 15-3 | Брюне Франция П 7-15 | не прошла  | не прошла     | не прошла | не прошла | не прошла |

### Хоккей на траве
| Команда | Групповой этап       | Групповой этап  | Групповой этап       | Групповой этап  | Групповой этап | Групповой этап | Четвертьфинал        | Полуфинал       | Финал / Матч за бронзу | Финал / Матч за бронзу |
| Команда | Соперник             | Соперник        | Соперник             | Соперник        | Соперник       | Место          | Соперник             | Соперник        | Соперник               | Место                  |
| ------- | -------------------- | --------------- | -------------------- | --------------- | -------------- | -------------- | -------------------- | --------------- | ---------------------- | ---------------------- |
| Мужская | Новая Зеландия В 3-2 | Австралия П 1-7 | Испания В 3-0        | Аргентина В 3-1 | Япония В 5-3   | 2 Q            | Великобритания В 3-1 | Бельгия П 2-5   | Германия В 5-4         | 3                      |
| Женская | Нидерланды П 1-5     | Германия П 0-2  | Великобритания П 1-4 | Ирландия В 1-0  | ЮАР В 4-3      | 4 Q            | Австралия В 1-0      | Аргентина П 1-2 | Великобритания П 3-4   | 4                      |